# Strijeljanje subotičkih komunista 18. studenoga 1941.
Dana 18. studenoga 1941., mađarska okupacijska javno je objesila petnaest subotičkih komunista-antifašista, dok je preko stotinu drugih osuđeno na kazne zatvora i robije. Obrazloženje za presudu bilo "komunističko organiziranje, priprema akcija sabotaže i vojna obavještajna služba u korist Sovjetskog Saveza." Kazna je sadržavala još neke okrutne odredbe: kojim će se redom objesiti osuđenike te kao drugo da su svi osuđenici morali nazočiti vješanju i gledati samo vješanje. Redom su obješeni:
1. István Lukács, trgovački pomoćnik (r. 1920.), član KPJ;
2. Tikvicki Šime, službenik (r. 1920), član KPJ i član jedne udarne brigade;
3. Lazar Bačić, metalostrugar (r. 1912.), sekretar jedne ćelije KPJ i jedne udarne brigade;
4. Rókus Simokovich, knjigovezac (r. 1905), istaknuti komunist;
5. Suturović Antun, zidar (r. 1918), član Saveza komunističke omladine Jugoslavije;
6. Laura (Lola) Wohl, službenik (r. 1914), član OK SKJ;
7. Konstantin Lackenbach, trgovački pomoćnik, (r. 1923) član Saveza komunističke omladine Jugoslavije;
8. Miklós Gerson, gimnazijalac (r. 1923), član KPJ i jedne udarne brigade;
9. Miklós Schwalb, službenik (r. 1905), član KPJ i jedne udarne brigade;
10. Gellért Perl, student medicine (r. 1919), član KPJ;
11. Ede Kornstein, trgovacki pomočnik (r. 1910), rukovoditelj više partijskih (KPJ) ćelija;
12. dr. Kálmán Mayer, advokat (r. 1911), član jedne udarne brigade;
13. Miklós Mayer, pekar (r. 1913), rukovoditelj jedne udarne brigade
14. Ottmár Mayer, student novinar (r. 1911), odgtovorni urednik časopisa Híd, član mjesnog komiteta i sekretar okružnog komiteta KPJ;
15. Dr. Adolf Singer, liječnik specijalist, aktivni borac-komunist, član KPJ.